# Anampses lineatus
 Anampses lineatus és una espècie de peix de la família dels làbrids i de l'ordre dels perciformes.

## Morfologia
Els mascles poden assolir els 13 cm de longitud total.

## Distribució geogràfica
Es troba des del Mar Roig fins a KwaZulu-Natal (Sud-àfrica) i Bali (Indonèsia).